# Bullerbådan (vid Södra Vallgrund, Korsholm)
Bullerbådan är öar i Finland. De ligger i Norra kvarken och i kommunen Korsholm i landskapet Österbotten, i den västra delen av landet. Öarna ligger omkring 16 kilometer nordväst om Vasa och omkring 380 kilometer nordväst om Helsingfors.
Arean för den av öarna koordinaterna pekar på är 0,5 hektar och dess största längd är 150 meter i sydväst-nordöstlig riktning. Närmaste större samhälle är Vasa, 14,7 km sydost om Bullerbådan.